# Maadetal
Das Maadetal ist ein Stadtteil der Stadt Wilhelmshaven in Niedersachsen. Der langgestreckte Stadtteil verdankt seinen Namen dem Fluss Maade, an dem der Stadtteil liegt. Er wird im Westen von der Maade, im Norden von der Schaarreihe, im Osten von der Kurt-Schumacher-Str. und im Süden von der Bundesstraße 210 begrenzt. 
Der Stadtteil entstand ab 1996 in mehreren Bauabschnitten. Die Bebauung erfolgte im Rahmen eines übergeordneten Projektes, das von der Stadtverwaltung den Arbeitstitel „Wohnstadt West“ erhielt. Mit dem Projekt sollte das bis dahin rein landwirtschaftlich genutzte Gebiet nördlich der Bundesstraße 210 zwischen Europaviertel und der Maade bebaut werden. Die dabei entstandenen neuen Wohngebiete Maadetal-Nord, Maadetal-Mitte und Schaar-West gehören offiziell als Stadtviertel zum Stadtteil Schaar.
Die Hooksieler Landstraße (K98) durchschneidet den Stadtteil und teilt das Wohngebiet in die zwei Teile Maadetal-Nord und Maadetal-Mitte. Eine weitere optische Unterteilung erfolgt durch die durch den Stadtteil verlaufende Trasse der Nord-West-Oelleitung (NWO).  In dem 20 Meter breiten, nicht bebaubaren Abschnitt der Trasse verlaufen zwei unterirdische Ölleitungsrohre, die das Rohöl von der NWO zu Raffinerien im Ruhrgebiet transportieren.
Die verkehrsberuhigten Straßen im Stadtteil sind nach bekannten deutschen Malerinnen und Malern des Expressionismus benannt.
Die Bebauung im Maadetal ist eine reine Wohnbebauung und besteht in der Mehrzahl aus Einfamilien-, Doppel- und Reihenhäusern. Auf einer Gesamtfläche von rund 42 Hektar wohnen rund 1.500 Einwohner. Diese verteilt sich wie folgt auf:
| Gesamtfläche (Stand 2007) | Fläche in ha | Einwohner |
| ------------------------- | ------------ | --------- |
| Maadetal-Nord             | 16,4         | 607       |
| Maadetal-Mitte            | 25,9         | 887       |
| Gesamtfläche              | 42,3         | 1.494     |